# 勒梅尼勒托沃
勒梅尼勒托沃（法語：Le Mesnil-Tôve，法語發音：[lə mɛnil tov]）是法国芒什省的一个旧市镇，属于阿夫朗什区。2017年，勒梅尼勒托沃和相邻的其它6个市镇合并为新市镇瑞维尼莱瓦莱。

## 地理
勒梅尼勒托沃（48°42'3"N, 1°1'21"W）面积11.74 平方千米，位于法国诺曼底大区芒什省，该省份为法国西北部沿海省份，西、北、东北三面环大西洋，东起顺时针与卡爾瓦多斯省、奧恩省、马耶讷省和伊勒-维莱讷省接壤。
与勒梅尼勒托沃接壤的市镇（或旧市镇、城区）包括：谢朗塞勒鲁塞勒、贝尔方丹、瑞维尼勒泰特尔、勒梅尼勒阿德莱、勒梅尼勒吉尔贝。

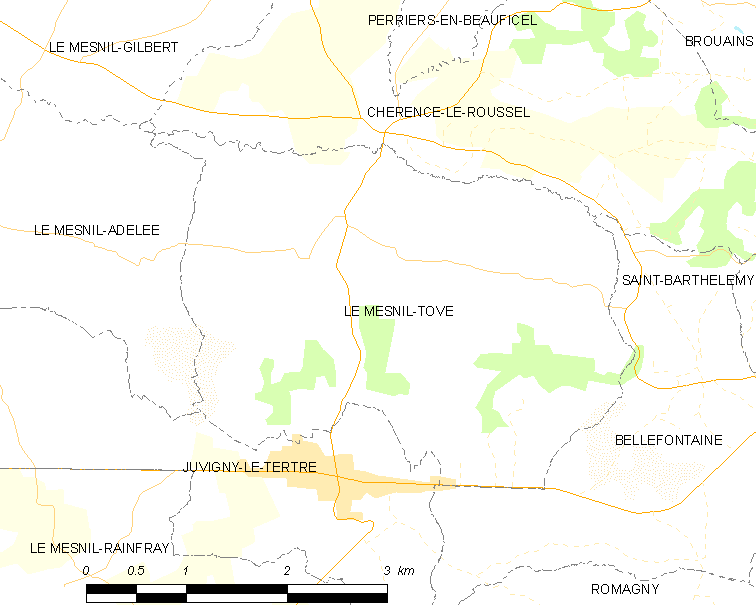
勒梅尼勒托沃的OSM定位图

勒梅尼勒托沃的时区为UTC+01:00、UTC+02:00（夏令时）。

## 行政
勒梅尼勒托沃的邮政编码为50520，INSEE市镇编码为50323。

## 政治
勒梅尼勒托沃所属的省级选区为伊西尼-勒比阿县。

## 人口

1962-2008年间勒梅尼勒托沃人口变化图示

勒梅尼勒托沃于2018年1月1日时的人口数量为234人。